# Коломийська районна державна адміністрація
Коломийська районна державна адміністрація (Коломийська РДА) — місцева державна адміністрація, орган виконавчої влади в Коломийському районі, Івано-Франківської області України. Діє відповідно до Закону України «Про місцеві державні адміністрації» і Типового регламенту та керується Конституцією України, Законами України, нормативно-правовими актами Президента України, КМ України, Івано-Франківської ОДА.
У зв'язку з широкомасштабним вторгненням Росії 24 лютого 2022 року набула статусу військової адміністрації.

## Основні завдання і функції
Здійснення державних функцій, як органу виконавчої влади на відповідній адміністративно-територіальній одиниці в межах повноважень встановлених Конституцією України і відповідно до законів України. Закон України "Про місцеві державні адміністрації" від 04.12.2001.Стаття 2.Основні завдання місцевих державних адміністрацій. Місцеві державні адміністрації в межах відповідної адміністративно-територіальної одиниці забезпечують:
- виконання Конституції, законів України, актів Президента України, Кабінету Міністрів України, інших органів виконавчої влади вищого рівня
- законність і правопорядок, додержання прав і свобод громадян
- виконання державних і регіональних програм соціально-економічного та культурного розвитку, програм охорони довкілля, а в місцях компактного проживання корінних народів і національних меншин - також програм їх національно-культурного розвитку
- підготовку та виконання відповідних бюджетів
- звіт про виконання відповідних бюджетів та програм
- взаємодію з органами місцевого самоврядування
- реалізацію інших наданих державою, а також делегованих відповідними радами повноважень.

Голови райдержадміністрації:
| №  | Прізвище, ім'я, по батькові              | Термін повноважень         | Світлина |
| -- | ---------------------------------------- | -------------------------- | -------- |
| 1. | Глушков Любомир Олексійович (23.01.1975) | 26 січня 2015 по даний час |          |
| 2. |                                          |                            |          |
| 3. |                                          |                            |          |
| 4. |                                          |                            |          |
| 5. |                                          |                            |          |
| 6. |                                          |                            |          |
| 7. |                                          |                            |          |

## Структурні підрозділи
- Апарат райдержадміністрації
  - відділ організаційної роботи, інформаційної діяльності та комунікацій з громадськістю
  - загальний відділ
  - юридичний відділ
  - сектор контролю
  - відділ кадрової роботи
  - відділ фінансово-господарського забезпечення
  - відділ ведення Державного реєстру виборців
- Управління праці та соціального захисту населення
- Фінансове управління
- Відділ агропромислового розвитку
- Архівний відділ
- Управління освіти, молоді та спорту
- Відділ культури
- Служба у справах дітей
- Центр соціальних служб для сім'ї, дітей та молоді
- Відділ регіонального розвитку, містобудування та архітектури
- Центр надання адміністративних послуг Коломийської районної державної адміністрації
- Відділ державної реєстрації